# Papeteries Aubry de Venthon
Les Papeteries Aubry de Venthon, situées à Venthon, au-dessus d'Albertville en Savoie, furent le premier site français d'exploitation de nombreux alliages de métaux performants, utilisés ensuite pendant la Première Guerre mondiale pour fournir la plus grande partie des approvisionnements militaires français, dans une seconde usine à Ugine, à 9 kilomètres de là.

## Histoire
Armand Aubry qui crée en 1888 à Venthon une chute d'eau aménagée en 1896 s'en sert pour sa papeterie, équipée d'un moteur électrique. Ensuite, de mars 1899 à 1905, les papeteries ont été occupées par l'industriel suisse Paul Girod. Il les a transformées en usine de mise au point du vanadium, car il n'avait n'a pas l'argent nécessaire à l'acquisition des gisements au Colorado et au Pérou. Le site lui sert aussi à la mise au point d'autres alliages, ferro-tungstène, ferro-molybdène, ferro-uranium, ferro-tantale, et ferro-bore puis à la fabrication industrielle du ferro-chrome et du ferro-manganèse.

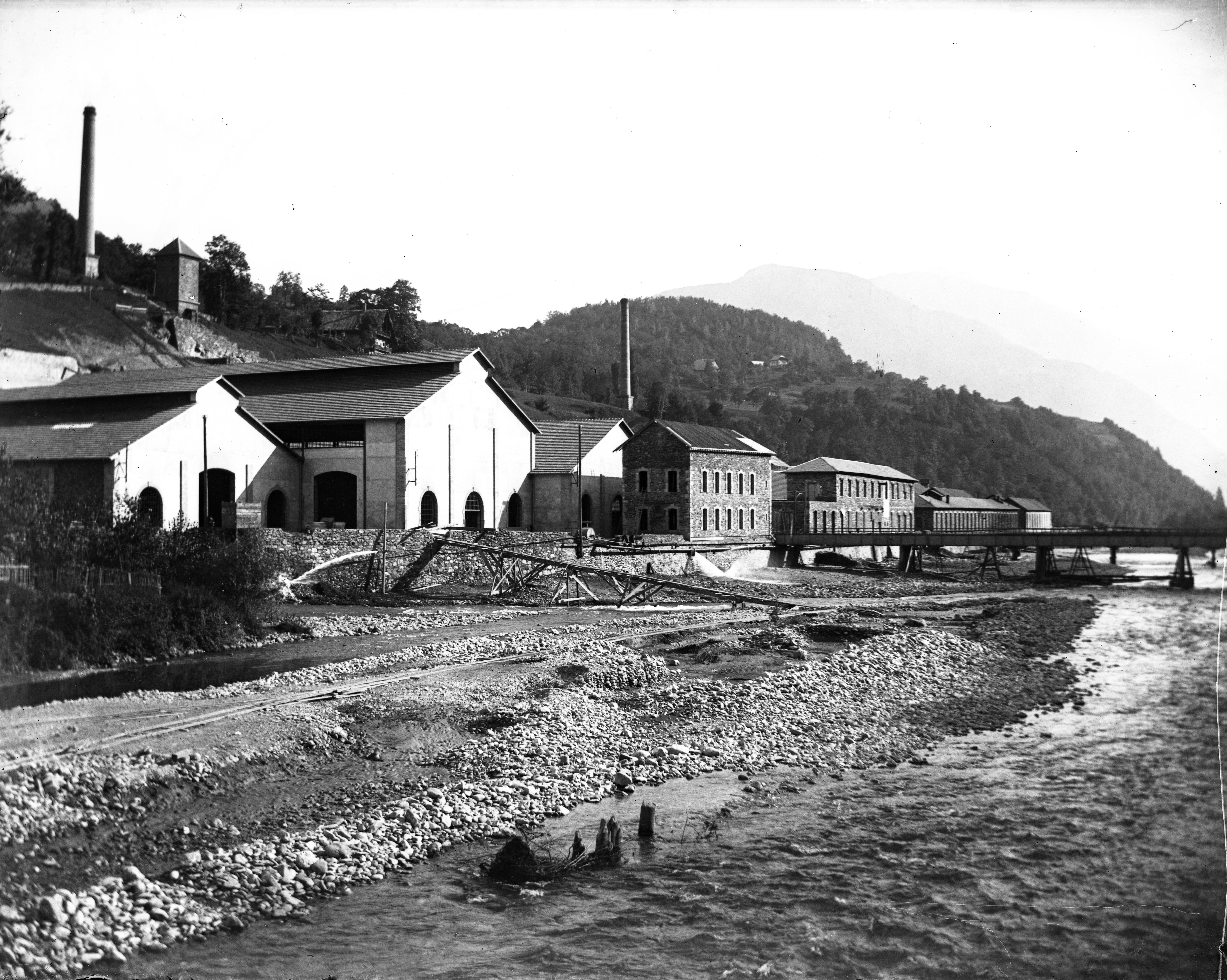
Usine de Venthon

En 1900, pour augmenter le débit du Lac de la Girotte, est creusé un tunnel à 15 mètres sous la surface du lac, couplé à un premier Barrage de la Girotte, en face du Col du Joly, ce qui permet à la retenue d'eau d'atteindre six millions de mètres cubes, afin d'alimenter de façon plus importante le Doron de Beaufort et l'usine électrique desservant les fours à métaux installés dans les ex-Papeteries Aubry de Venthon. Un autre percement du lac aura lieu en 1923.
Avec une hauteur de cent mètres de chute d'eau, l'usine produit 4 MW, c'est la plus puissante des Alpes en 1900, après celle de Chedde (7 MW), composante des centrales hydroélectriques de Passy, située près de Saint-Gervais en Haute-Savoie.
En 1902, Paul Girod, qui était locataire, rachète l’usine. Mais son espace assez limité et la cohabitation difficile avec Aubry, l'amènent à chercher un nouvel endroit. En 1902, il le trouve à Ugine et décide d’y construire une usine de ferro-alliages, la « Société Anonyme Électro-métallurgique Procédés Paul Girod », inaugurée en 1904, puis y fonde en 1908 les "Forges et Aciéries Paul Girod", à l'origine d'Ugitech, en développant à nouveau le réseau hydroélectrique du Beaufortain, valorisé par la construction d’une ligne électrique à haute-tension « Albertville-Annecy-Lyon ». Les usines de Venthon et Queige sont déménagées à Ugine, s'ajoutant à celle qui s'y trouve.
De son côté, Aubry céda ses installations à la Société Electrométallurgique du Sud-est en 1906, laquelle mit en service son usine d’aluminium en 1908. Elle l’arrêta en 1911 en raison de la mévente du métal et se trouva donc dans l’obligation de la vendre aux "Forges et Aciéries" de Paul Girod, qui récupère ainsi le site cédé en 1904, conserve la fabrique d’électrodes puis engage la fabrication de carborundum de 1920 à 1947.